# Данілсон Кордоба
Луїс Денілсон Кордоба Родрігес (ісп. Luis Danilson Córdoba Rodríguez; нар. 6 вересня 1986, Кібдо, Колумбія) — колумбійський футболіст, що грає на позиції півзахисника.
Виступав за національну збірну Колумбії. Чемпіон Японії. 

## Клубна кар'єра
У дорослому футболі дебютував 2004 року виступами за команду клубу «Індепендьєнте Медельїн», в якій провів чотири сезони, взявши участь у 131 матчі чемпіонату. Більшість часу, проведеного у складі «Індепендьєнте Медельїн», був основним гравцем команди.
2009 року перебрався до Японії, де протягом року грав за «Консадолє Саппоро», після чого два роки провів в оренді в «Нагоя Грампус».
Своєю грою за «Нагоя Грампус» переконав керівництво цього клубу укласти 2012 року повноцінний контракт. Відтоді відіграв за команду з Нагої ще три сезони своєї ігрової кар'єри. Граючи у складі «Нагоя Грампус» здебільшого виходив на поле в основному складі команди.
З 2016 року виступає за клуб «Авіспа Фукуока».

## Виступи за збірну
2007 року дебютував в офіційних матчах у складі національної збірної Колумбії. Протягом кар'єри у національній команді, яка тривала 2 роки, провів у формі головної команди країни 3 матчі.

## Досягнення
- Чемпіон Японії: 2010
- Володар Суперкубка Японії: 2011